# Crewsing BEST
『Crewsing BEST』（クルージングベスト）は、ビーグルクルーの1枚目のベストアルバムである。2013年11月13日発売。発売元は日本コロムビア。

## 概要
- ビーグルクルーとして1枚目のベストアルバムである。

## 収録曲

### CD
1. Try again
2. メモリーズメロディ
3. 少年代表
4. ときめきよ永遠に〜ずっと忘れない〜
5. 流れ星
6. Miss you
7. we are Runner
8. 小さなヒーロー
9. 約束
10. 涙
11. So-ra
12. いつも笑顔で。
13. Break Out！
14. ハピネス
15. 道〜Route66〜
16. うたをうたって